# Lacuna geracional

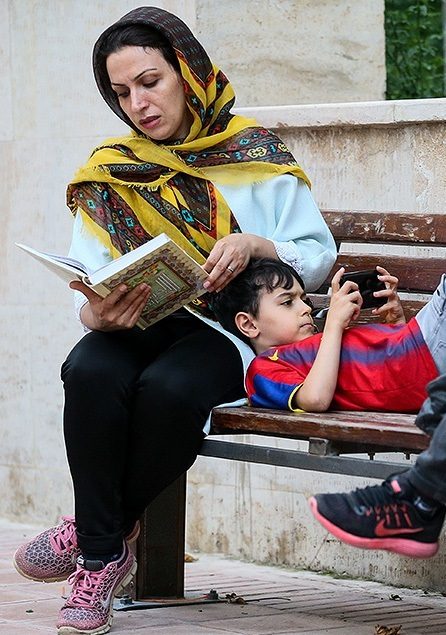

Lacuna geracional ou fosso de gerações (em inglês: generation gap) é a diferença de opinião que ocorre nos campos da música , valores, política, etc., que por vezes ocorre entre uma geração e outra, normalmente entre jovens e os seus pais e/ou avós. A teoria sociológica da Lacuna Geracional nasceu nos anos 60 quando a geração mais jovem, (mais tarde conhecida como a geração dos Baby Boomers) parecia ir contra tudo aquilo em que os seus pais acreditavam, como por exemplo, música, valores, visões políticas e governamentais. Sociologistas referem-se à Lacuna Geracional como uma "segregação etária institucional". Sociologistas dividiram a vida útil em três diferentes níveis: Infância, Meia-Idade e Velhice. Normalmente quando algum destes grupos etários está envolvido na sua atividade primária, os seus membros individuais estão fisicamente isolados de indivíduos de outras gerações, havendo pouca interação através das barreiras etárias exceto ao nível do núcleo familiar. Os sociologistas estão a estudar as formas como as gerações se distanciam umas das outras, não apenas em casa, mas também em outras situações sociais como na igreja ou em bares; como por exemplo, "centros seniores" e "centros jovens". Segundo os sociologistas Gunhild O. Hagestead e Peter Uhlenberg esta segregação geracional é motivo de grande preocupação porque alimenta o "ageism" e "aumenta o risco de isolamento" à medida que as pessoas envelhecem. Cada geração, ao interagir com outra, possui uma vastidão de informação para passar à outra. Por exemplo, as gerações mais idosas oferecem experiência a nível económico e do quotidiano a gerações mais novas, enquanto as gerações mais novas oferecem oportunidade de integração no panorama musical da atualidade e das modas tecnológicas.

## Distinguindo lacunas geracionais
Há muitas maneiras de fazer distinções entre gerações. Por exemplo, atribuem-se nomes a grandes grupos (Baby Boomers, Gen X etc.) e cada geração marca as suas próprias modas e tem o seu impacto cultural.

### Uso da linguagem
As gerações podem ser distinguidas pela forma como usam a linguagem. A Lacuna Geracional criou uma lacuna paralela na linguagem que dificulta a comunicação inter-geracional. Este problema é visível na sociedade, e cria obstáculos quotidianos na comunicação em casa, no local de trabalho e na escola. As novas gerações procuram definir-se como algo que difere do antigo, adoptando um novo dialeto e gíria, permitindo a uma geração segregar-se da anterior. Esta é uma lacuna entre gerações bem visível no dia a dia. "O símbolo mais importante do Homem é a linguagem porque através da linguagem ele define a sua realidade" 

#### Calão (gíria)
O calão é um conjunto de palavras coloquiais ou frases, sempre em mudança, que os falantes usam para estabelecer ou reforçar a identidade social ou coesividade dentro de um grupo ou com uma tendência na sociedade em geral. À medida que cada geração luta para estabelecer uma identidade única, na sua sociedade, e diferente da dos seus predecessores pode determinar-se que as lacunas geracionais influenciam grandemente a contínua mudança e adaptação do calão. Ainda que muitas vezes o calão seja visto como um dialeto efémero, um suprimento constante de novas palavras é necessário para atender às exigências das rápidas mudanças nas caraterísticas. E ainda que grande parte dos termos do calão tenha um período de popularidade relativamente curto, o calão providencia um rápido e prontamente disponível conjunto de termos no vernáculo, que estabelecem e mantêm as lacunas geracionais, no contexto social.

#### Influência Tecnológica
Cada geração desenvolve a sua própria gíria, mas com o desenvolvimento da tecnologia, as lacunas de compreensão aumentaram entre as gerações mais novas e as mais antigas. "A expressão 'communication skills,' por exemplo, pode significar, para um trabalhador mais velho, a capacidade de falar e escrever formalmente. Mas para um trabalhador nas faixa etária dos 20 anos pode significar conhecimento na área do e-mail e dos instant-messengers. Hoje em dia as pessoas podem ter uma conversa privada numa sala cheia de pessoas graças aos desenvolvimentos no campo das tecnologias móveis e de text messaging. Entre os "texters" desenvolveu-se uma nova forma de calão ou idioma de "texting", à qual os indivíduos que estão fora deste círculo são ignorantes. "Cada vez mais as crianças dependem das tecnologias pessoais para se definirem a si mesmos e para criar círculos sociais fora do núcleo familiar, mudando a forma como elas comunicam com os seus pais. Telemóveis, instant messaging, e-mails e outras tecnologias incentivaram os jovens a criar uma linguagem escrita criativa, peculiar e muito privada. Tal deu-lhes oportunidade de se esconderam à vista de todos. Elas estão cada vez mais ligadas entre si, mas também muito mais independentes."
No caso das competências linguísticas como a taquigrafia, um sistema de estenografia popular durante o século XX, tornaram-se obsoletas devido às inovações tecnológicas que ocorreram entre gerações. Gerações mais velhas utilizavam a taquigrafia para poderem tirar notas e escrever mais rápido usando símbolos abreviados, ao invés de escrever cada palavra. Contudo, com as novas tecnologias e teclados, as novas gerações não precisam destas capacidades de comunicação, como a taquigrafia de Gregg. Embora à 20 anos atrás, capacidades de comunicação como a taquigrafia fossem ensinadas no secundário, hoje poucos alunos ouviram falar de taquigrafia e ainda menos sabem o que é e para que serve.
As transições de cada nível de desenvolvimento do tempo útil de vida permaneceram as mesmas ao longo da história. Os nossos antepassados passaram todos pelos mesmos marcos na sua viagem desde a infância, à meia-idade até à velhice. Contudo, enquanto as etapas continuam as mesmas, como por exemplo, ir à escola, casar, fazer uma família, reformar-se, a viagem pessoal varia não só de indivíduo para indivíduo, como também de geração para geração. Com o passar dos anos, a tecnologia tem vindo a ser introduzida na vida dos indivíduos em idades cada vez mais jovens. Enquanto os Baby Boomers tiveram de apresentar a consola Atari e os VCRs aos seus pais, os Generation Y'ers tiveram de ensinar os seus pais a trabalhar com os equipamentos de DVRS, telemóveis e redes sociais. Há uma grande diferença entre os Baby Boomers e os Generation Y'ers no que toca à tecnologia. Em 2011, a Fundação Nacional do Sono conduziu uma pesquisa focada na questão do sono e o uso da tecnologia; 95% da amostra admitiu usar algum tipo de tecnologia na hora que antecede o sono noturno. A investigação e a pesquisa associada foram conduzidas por Michael Gradisar, doutorado da Flinders University na Austrália. O Dr. Gradisar as diferenças nos padrões de sono daqueles que viam televisão ou ouviam música antes de ir para a cama comparativamente com os que utilizavam o telemóvel, vídeo jogos e a internet.
O estudo analisou Baby Boomers (idades 46-64), Generation X'ers (idades 30-45), Generation Y'ers (idades 19-29) e Generation Z'ers (idades 13-18). A pesquisa, como esperado, demonstrou lacunas geracionais entre os diferentes tipos de tecnologias usadas. A maior lacuna que se observou foi entre o envio de SMSs e falar ao telemóvel; 56% dos Generation Z'ers e 42% dos Generation Y'ers aditiram enviar, receber ou ler SMSs todas as noites no período de uma hora que antecede o sono, comparado com apenas 15% dos Generation X'ers e 5% dos Baby Boomers. 67% dos Baby Boomers viam televisão na hora que antecede o sono enquanto apenas 49% do Generation Y'ers o faziam. Quando questionada sobre o uso do computador/internet na hora que antecede o sono, 67% da amostra admitiu usar o computador "algumas vezes por semana", e desses, 55% dos Generation Z'ers disseram usar a internet todas as noites antes de dormir.

#### Intermediação da linguagem
Outro fenómeno que ocorre dentro do campo da linguagem e que ajuda a definir as lacunas geracionais
ocorre dentro das famílias em que diferentes gerações falam diferentes línguas primárias. De forma a encontrar uma maneira de comunicar no núcleo familiar, muitos usaram a intermediação da linguagem, que se refere á "interpretação e tradução realizadas em situações quotidianas por indivíduos bilíngues que não tiveram nenhum treino especial". Em famílias imigrantes em que a primeira geração fala principalmente a sua língua mãe, a segunda geração fala principalmente na língua do país em que se encontra agora enquanto mantém fluência na língua mãe dos pais, e a terceira geração fala principalmente a língua do país em que vive e tem pouca ou nenhuma fluência na língua mãe dos seus avós, os membros da segunda geração da família servem de intérpretes não apenas para o público em geral como também para o núcleo familiar, aumentando assim as diferenças geracionais e divisões através da comunicação linguística.
Além disso, nalgumas famílias de imigrantes e comunidades, a intermediação da linguagem é também usada para integrar crianças nos empreendimentos da família e na sociedade civil. A integração das crianças tornou-se muito importante para criar ligações entre as novas comunidades de imigrantes e a cultura predominante e novas formas de sistemas burocráticos. Para além disso, também ajuda no desenvolvimento da criança por aprendizagem e imersão.

#### Postura no local de trabalho
USA Today afirmou que as gerações mais jovens estão a " "entrar no local de trabalho diante de uma evolução demográfica e um ambiente de trabalho cada vez mais multi-geracional". Vários estudos sobre a contratação de empregados demonstram que os interesses partilhados através da lacuna geracional por membros do local de trabalho cada vez mais multi-geracional pode diferir substancialmente. Por exemplo, 57% dos Millennials estão dispostos a considerar seriamente uma oferta de emprego de outra empresa, e 47% iria procurar activamente um novo emprego.Em contrapartida, apenas 20% dos trabalhadores mais velhos estão dispostos a considerar uma mudança de carreira, e apenas 12% estão a procurar activamente um novo emprego. 59% dos Millennials dizem que a recessão teve um impacto negativo nos seus planos de carreira, enquanto apenas 35% dos trabalhadores mais velhos se sentem da mesma forma.
No entanto, de acordo com os estudos de contratação, trabalhadores mais velhos e as novas gerações de trabalhadores partilham ideias semelhantes sobre uma série de tópicos transversais às  lacunas geracionais. Os seus pareceres sobrepõem-se em horas de trabalho flexíveis / acordos, promoções / bónus, a importância de proficiência no uso do computador, e liderança. Além disso, a maioria dos Millennials e trabalhadores mais velhos gostam de ir trabalhar todos os dias, e de se sentirem inpirados a fazer o seu melhor.

### Consciência geracional
Consciência geracional é outra maneira de fazer a destrinça entre as gerações que foi trabalhada pelo sociólogo Karl Mannheim. Consciência geracional é quando um grupo de pessoas se tornam conscientes do seu lugar num grupo distinto identificável pelos seus interesses e valores comuns. As mudanças sociais, económicas ou políticas podem trazer a consciência a estes interesses partilhados e valores para as pessoas de uma mesma faixa etária que experimentam esses eventos em conjunto, e, assim, formam uma consciência geracional Estes tipos de experiências podem ter impacto no desenvolvimento dos indivíduos numa idade jovem e capacitá-los para começar a fazer as suas próprias interpretações do mundo com base em experiências pessoais que os distinguem de outras gerações.

### Comunicação Intergeracional
"Tanto o isolamento social como a solidão em homens e mulheres mais velhos estão associados ao aumento da mortalidade, de acordo com um relatório de 2012 pela Academia Nacional de Ciências dos Estados Unidos da América". Comunicação intergeracional é um método que está a ser usado atualmente em todo o mundo como um meio de combater tais sentimentos. Um lar de idosos em Deventer, Países Baixos desenvolveu um programa em que a estudantes de uma universidade local são fornecidos pequenos apartamentos, isentos de renda dentro das instalações do lar de idosos. Em troca, os estudantes voluntariam um mínimo de 30 horas por mês para passar com os idosos. Os alunos irão assistir a desportos com os idosos, celebrar aniversários, e simplesmente fazer-lhes companhia durante a doença e tempos de aflição.
Programas similares ao programa da Holanda foram desenvolvidas já em meados de 1990 em Barcelona, Espanha. No programa de Espanhol, os alunos foram colocados nas casas dos idosos, com um objetivo similar de alojamento gratuito/barato em troca de companhia para os idosos. Este programa rapidamente se espalhou por 27 cidades em toda a Espanha e programas semelhantes podem ser encontrados em Lyon, França e Cleveland, Ohio.

### Demografia
Para que os sociólogos possam entender a transição para a vida adulta por parte das crianças em diferentes lacunas geração, eles comparam a geração atual às gerações mais velhas e gerações mais jovens ao mesmo tempo. Não só cada geração experiencia as suas próprias formas de maturação física e mental, mas também criam novos aspectos de frequentar a escola, formando novas famílias, começando famílias e até mesmo criando novos dados demográficos. A diferença de dados demográficos sobre valores, atitudes e comportamentos entre as duas gerações são usados para criar um perfil para a geração emergente de jovens adultos.
Após o próspero período económico, produto da Segunda Guerra Mundial, a população da América disparou entre os anos de 1946-1964, e esta nova geração americana foi apelidada de "Baby Boomers". Hoje, os "Baby Boomers" estão estão a comemorar o se 65º aniversário e nas próximas duas décadas a população idosa da América irá aumentar de forma exponencial devido ao número de pessoas que nasceram durante os anos de 1946 e 1964 A lacuna geracional entre os Baby Boomers e as gerações anteriores está a crescer devido à população de Boomers no pós-guerra. Há uma grande diferença demográfica entre a geração dos Baby Boomers e gerações anteriores, porque gerações mais antigas são menos racialmente e etnicamente diversa do que a população dos Baby Boomers. Esta dramática diferença racial demográfica é acompanhada por um crescimento continuo de uma lacuna cultural ; os Baby Boomers tiveram uma educação em geral mais completa, com maior porcentagem de mulheres na força de trabalho e com maior frequência ocupam cargos profissionais e gerenciais.
Estas lacunas geracionais e culturais criam questões de preferências da comunidade, bem como as despesas..